# Sergei Walerjewitsch Mosjakin
Sergei Walerjewitsch Mosjakin (russisch Сергей Валерьевич Мозякин; * 30. März 1981 in Jaroslawl) ist ein ehemaliger russischer Eishockeyspieler, der zuletzt bis 2021 beim HK Metallurg Magnitogorsk in der Kontinentalen Hockey-Liga spielte. Bei den Olympischen Winterspielen 2018 gewann er die Goldmedaille.

## Karriere

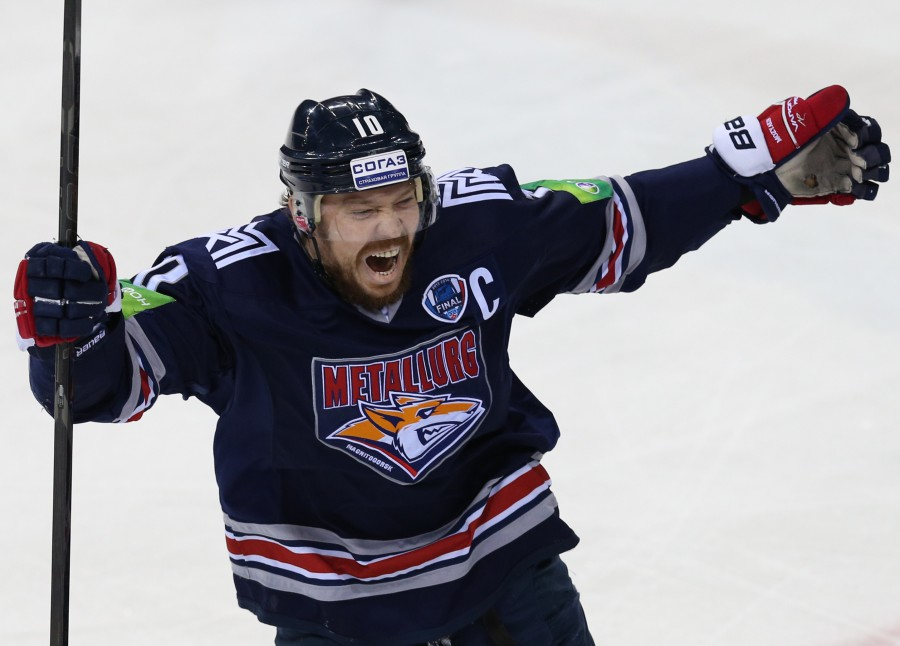
Sergei Mosjakin (2014)

Sergei Mosjakin begann seine Karriere bei Torpedo Jaroslawl in seiner Geburtsstadt. Seit 1998 spielte er eine Saison bei den Val-d’Or Foreurs, die ihn beim CHL Import Draft des Jahres in der ersten Runde als insgesamt 54. Spieler gezogen hatten. in der Quebec Major Junior Hockey League. Beim NHL Entry Draft 2002 wählten die Columbus Blue Jackets ihn in der neunten Runde an der 263. Stelle aus, spielte dort. 1999 bis 2006 spielte der Stürmer bei HK ZSKA Moskau. Bei seinem nächsten Verein Atlant Mytischtschi stand der Russe von 2006 bis 2011 unter Vertrag. Zur Saison 2011/12 wechselte er innerhalb der Liga zum HK Metallurg Magnitogorsk, mit dem er 2014 und 2016 die Meisterschaftstrophäe der KHL, den Gagarin-Pokal, gewann. Nach zehn Jahren in der Stadt am magnetischen Berg, in denen er unzählige persönliche Auszeichnungen sammeln konnte, beendete er 2021 seine aktive Laufbahn.

### International
2008 und 2009 wurde Mosjakin mit der russischen Nationalmannschaft Weltmeister. Zuvor nahm er an der Weltmeisterschaft 2006 teil, bei der er mit der russischen Auswahl den fünften Platz belegte. In der Spielzeit 2007/08 kam er zudem im Rahmen der Euro Hockey Tour zum Einsatz, wobei er in zwölf Partien vier Tore und drei Assists erzielte.
Weitere Einsätze in der Sbornaja folgten bei den Weltmeisterschaften 2013, 2015, 2016 und 2017, wobei Mosjakin 2015 die Silber- und 2016 sowie 2017 jeweils die Bronzemedaille gewann. Außerdem vertrat er sein Heimatland unter neutraler Flagge bei den Winterspielen 2018 und wurde dort mit der Sbornaja Olympiasieger.

## Erfolge und Auszeichnungen
| - 2002 Topscorer der Wysschaja Liga West - 2002 Bester Torschütze der Wysschaja Liga West - 2006 Topscorer der Superliga - 2006 Bester Vorlagengeber der Superliga - 2008 Topscorer der Superliga - 2008 Bester Torschütze der Superliga - 2008 KHL-Stürmer des Monats September - 2009 KHL All-Star Game - 2009 Topscorer der KHL-Hauptrunde - 2009 Bester Vorlagengeber der KHL-Hauptrunde - 2009 Fairster Spieler der KHL (gemeinsam mit Andrei Perwyschin) - 2009 KHL-Stürmer des Monats Dezember - 2010 KHL All-Star Game - 2010 Topscorer der KHL-Hauptrunde - 2010 KHL-Stürmer des Monats November - 2010 KHL-Stürmer des Monats Dezember - 2011 KHL All-Star Game - 2013 Wertvollster Spieler der KHL-Saison - 2013 Fairster Spieler der KHL (gemeinsam mit Kevin Dallman) - 2013 All-Star-Team der KHL - 2013 Topscorer und Bester Torschütze der KHL-Saison - 2013 KHL-Stürmer des Monats November - 2014 KHL All-Star Game - 2014 KHL-Stürmer des Monats Januar - 2014 KHL-Stürmer des Monats März | - 2014 KHL-Stürmer des Monats April - 2014 Topscorer und Bester Torschütze der KHL-Saison - 2014 Gagarin-Pokal-Sieger und Russischer Meister mit dem HK Metallurg Magnitogorsk - 2014 Wertvollster Spieler der KHL-Play-offs - 2014 Beste Plus/Minus-Wertung, Topscorer, bester Torschütze und Vorlagengeber der KHL-Play-offs - 2015 KHL All-Star Game - 2015 KHL-Stürmer des Monats September - 2016 KHL All-Star Game - 2016 KHL-Stürmer des Monats März - 2016 Topscorer und bester Torschütze der KHL-Saison - 2016 Gagarin-Pokal-Sieger und Russischer Meister mit dem HK Metallurg Magnitogorsk - 2016 Beste Plus/Minus-Wertung, Topscorer, Bester Torschütze und Most Valuable Player der KHL-Play-offs - 2016 KHL-Stürmer des Monats September - 2016 KHL-Stürmer des Monats November - 2017 KHL-Stürmer des Monats Januar - 2017 KHL-Stürmer des Monats Februar - 2017 Topscorer, bester Torschütze und Most Valuable Player der KHL-Saison - 2017 KHL All-Star Game - 2018 KHL All-Star Game - 2019 KHL All-Star Game - 2020 KHL All-Star Game |

### International
| - 2008 Goldmedaille bei der Weltmeisterschaft - 2009 Goldmedaille bei der Weltmeisterschaft - 2010 Silbermedaille bei der Weltmeisterschaft - 2015 Silbermedaille bei der Weltmeisterschaft | - 2016 Bronzemedaille bei der Weltmeisterschaft - 2017 Bronzemedaille bei der Weltmeisterschaft - 2018 Goldmedaille bei den Olympischen Winterspielen |

## Karrierestatistik

### International
| Vertrat Russland bei: - Weltmeisterschaft 2006 - Weltmeisterschaft 2008 - Weltmeisterschaft 2009 - Weltmeisterschaft 2010 | - Weltmeisterschaft 2013 - Weltmeisterschaft 2015 - Weltmeisterschaft 2016 - Weltmeisterschaft 2017 | Vertrat die Olympischen Athleten aus Russland bei: - Olympischen Winterspielen 2018 |

(Legende zur Spielerstatistik: Sp oder GP = absolvierte Spiele; T oder G = erzielte Tore; V oder A = erzielte Assists; Pkt oder Pts = erzielte Scorerpunkte; SM oder PIM = erhaltene Strafminuten; +/− = Plus/Minus-Bilanz; PP = erzielte Überzahltore; SH = erzielte Unterzahltore; GW = erzielte Siegtore; 1 Play-downs/Relegation; Kursiv: Statistik nicht vollständig)